# Følesans
Følesansen er en sans der registrerer f.eks smerte, berøring, vibration, temperatur og bevægelse.
I et menneskes hud findes der en række forskellige receptorer, der i en vis grad er specifikke for særlige stimuli. Frie nerveender fra Aδ fibre har at gøre med "hurtig" "prikkende" smerte, mens nerveender fra de langsommere C fibre registrerer en "brændende" smerte.[kilde mangler]
Den stjernenæsede muldvarp (Condylura cristata) fra Nordamerika er en af de pattedyr med den mest veludviklede følesans.[kilde mangler] Dens special-formede næse indeholder mange af de såkaldte Eimers organer.
Føleforstyrrelser kan være paræstesier der er stikkende eller prikkende fornemmelser.